# Sommarel
Le Sommarel ou tête de Sommarel est un sommet du Dévoluy, dans le département français des Hautes-Alpes.
Situé dans la partie haute du domaine skiable du Dévoluy, le télésiège débrayable du Sommarel le longe par l'est et arrive au sud (vers le haut des pistes) du sommet. Le TSD de la Festoure arrive au nord (vers le bas des pistes) du sommet.